# 부천중학교
부천중학교(富川中學校)는 대한민국 경기도 부천시 원미구 중동에 있는 공립 중학교이다.

## 학교 연혁
- 1949년 2월 1일 : 부천농업중학원 개원 설립(2학급)
- 1950년 5월 13일 : 부천농업중학교 설립 인가
- 1950년 6월 1일 : 부천농업중학교 개교(2학급, 초대 구백서 교장 취임)
- 1952년 5월 9일 : 소사중학교로 교명 변경
- 1954년 7월 7일 : 소사농업고등학교 설립 인가
- 1973년 10월 18일 : 부천중학교로 교명 변경
- 1976년 12월 20일 : 중동 777번지로 이전
- 2005년 3월 1일 : 남녀공학으로 전환
- 2005년 4월 25일 : 신축공사 준공
- 2022년 9월 1일 : 제23대 변재선 교장 부임
- 2023년 1월 5일 : 제72회 졸업 297명(총 28,491명)
- 2023년 3월 2일 : 제75회 입학식(남학생 134명, 여학생 118명)

## 참고 자료
- 부천중학교 - 한국교육학술정보원 학교알리미